# Nolina juncea
Nolina juncea är en sparrisväxtart som först beskrevs av Joseph Gerhard Zuccarini, och fick sitt nu gällande namn av James Francis Macbride. Nolina juncea ingår i släktet Nolina och familjen sparrisväxter. Inga underarter finns listade i Catalogue of Life.